# Vytautas Kurpuvesas
Vytautas Kurpuvesas (* 5. Mai 1978 in Terešiškės, Rajongemeinde Vilnius, Litauische SSR) ist ein litauischer Jurist und Politiker, Mitglied von Seimas.

## Leben
Nach dem Abitur an der Šilo-Mittelschule Juodšiliai absolvierte er 2002 das Masterstudium der Rechtswissenschaften an der Lietuvos teisės universitetas (MRU). Von 1999 bis 2002 arbeitete er in der Polizei, von 2002 bis 2005 am Innenministerium Litauens. Ab 2005 lehrt er das Verwaltungsrecht an der Rechtsfakultät der Mykolo Romerio universitetas. Ab 2006 leitete er NGO „Institut für Gerechtigkeit“ (lit. „Teisingumo institutas“) als Direktor.
Ab 2008 ist er Mitglied von Tautos prisikėlimo partija, von 2008 bis 2012 Mitglied von Seimas. Seit 2016 leitet er die Oberste Kommission für Verwaltungsstreitigkeiten.
Mit Frau Žana hat er den Sohn Augustas.